# حارة بيت الحبيلي (صنعاء)
بيت الحبيلي هي إحدى حارات حي سدس الروض بمدينة الروضة شمال العاصمة اليمنية "صنعاء"، بلغ تعداد سكانها 599 نسمة حسب تعداد اليمن لعام 2004.